# 借家権
借家権（しゃくやけん、しゃっかけん）とは、建物の賃借権のうち借地借家法の適用されるものを言う。なお、同法に「借家権」という文言はない。
日本では、1920年公布の借家法により、建物賃借人（借家人）の保護が図られ、1992年に借地借家法に移行した。沿革の詳細は借地借家法を参照。
借家は以下の2種類に分かれる。定期借家の方が大家の権限が強いが、その代わり家賃が安くなる傾向がある。
- 普通借家 - 大家は正当な事由がない限り契約更新を拒否できない。借りている側は中途解約が可能。[2]
- 定期借家 - 大家の都合で契約更新を拒否できる。借りている側は特約があれば中途解約が可能であるが、特約がなくても、200㎡未満なら、転勤、療養、親族の介護、その他のやむを得ない事情で中途解約が可能。[3]

## 普通借家権

### 存続期間
借地借家法上、最長・最短期間の定めはないが、1年未満の期間を定めた場合は、定期建物賃貸借の場合を除いて期間の定めのない契約と見なされる（第29条）。契約所定の期間満了と同時に明け渡しを求めるには、期間前1年から6か月前までの間に予告しなければ更新の拒絶ができず、更新拒絶においては、正当な事由が必要とされる（第26条、第28条）。正当な事由の定義は法律にはなく裁判の判例で決められている。
上記以外の場合、同法上、賃貸人による解約申入からは6か月（正当な事由も必要）、賃借人による解約申入からは3か月経過することによって終了する（第27条、民法第617条）。

### 対抗要件
借地借家法上、借家権は、登記するか建物の引き渡しを受けることにより、第三者に対抗できる（第31条）。

### 当事者の権利義務
賃料支払など、賃貸借一般と共通のものもあるが、建物の特徴的なものもある。

#### 造作買取請求権
借地借家法上、賃貸人の同意を得て建物に付加した畳、建具その他の造作がある場合には、賃借人は、賃貸借が期間の満了又は解約の申入れによって終了するときに、賃貸人に対し、その造作を時価で買い取るべきことを請求することができる（賃貸人から買い受けた造作についても、同様 -第33条）。
旧借家法では特約で排除することは認められなかったが（強行規定）、借地借家法では、その排除が認められている（任意規定化 - 参考）。 

## 借家権の価格
建物賃借権は、賃貸人の承諾がなければ譲渡、転貸が認められないため、借家権が交換市場において市場価格を形成する状況は基本的に見られない。店舗物件で予め賃貸人の同意を得て借家権取引を行う例も見られるが、営業権（のれん）との区別は判然としないという。したがって借家権の経済価値は、借地借家法等の法令等によって保護されている借家人の社会的、経済的ないしは法的利益により形成されている、と言える。取引の対象となる状況というのは、決して一般的ではないが、a. 建物の建て替え等により借家人が不随意の立ち退きを強いられ、経済的利益を喪失する場合、b. 公共用地の取得に伴う補償、c. 再開発に伴い施設建築物の一部の借家権を取得しないことの補償金を受ける場合、等が挙げられる。これら補償等の対象には、代替建物への入居に必要な経費等が挙げられ、立退料に近い性質を有することとなる。
なお、不動産鑑定評価基準各論第1章は、「貸家及びその敷地」の評価において、賃貸借が定期建物賃貸借であるか否かということは、当該土地建物の価格評価に際して勘案すべきとしている。また、不動産鑑定評価基準は、各論第1章賃料（家賃）が適正水準から乖離している（低位の）場合に、借家人の存在に伴う減価として、借家権価格の発生が認められる場合があるとしている。

### 立退料
普通借家権の#存続期間のとおり、日本の普通借家の場合、建物、土地いずれの賃貸とも更新拒絶等においては、正当事由が必要とされる。これは、旧借地法、旧借家法の時代からあった規定であるが、判例の積み重ねにより、立退料が正当事由の補完的な性質を持つようになった。借地借家法においては、｢立退料｣という文言はないが、第28条で「建物の賃貸人が建物の明渡しの条件として又は建物の明渡しと引換えに建物の賃借人に対して財産上の給付をする旨の申出をした場合におけるその申出」、借地についても第19条で同様のことが正当事由の認定基準として規定されている。
立退料の性質は、移転費用の他に上記借家権・借地権価格に相当するもの、営業権的なものもあり、不明確なものがある。なお、国税庁は、所得税法上、以下のように分類している。
1. 譲渡所得 - 資産の消滅の対価補償としての性格のもの（家屋の明渡しによって消滅する権利の対価の額に相当する金額）
2. 事業所得 - 収益補償的な性格のもの（立ち退きに伴って、その家屋で行っていた事業が休業又は廃業による営業上の収益の補償のための金額）
3. 一時所得 - 移転費用の補償金としての性格のもの（立ち退きに当たって必要となる移転費用の補償としての金額）

なお、日本における借地権については、借地権取引の慣行がある地域も多く、所有権者による借地権買取のような形が見られる（詳細は借地権を参照）。

## 定期借家権
借家権のうち、借地借家法第38条（定期建物賃貸借）の適用を受けるものをいう。同法においては、期間の定めがある建物の賃貸借において、公正証書による等書面によって契約をするときに限り、契約の更新がないこととする旨を定めることができるというものである。
定期借家は以下の2つに分かれる。
- 非再契約型 - 契約の更新が本当に存在せず、期間の満了を持って終了する物。
- 再契約型 - 双方が合意すれば、契約の更新がある場合。大家の都合で更新拒否できるように普通借家ではなく定期借家になっている場合。

### 日本における導入
日本では、2000年施行の借地借家法改正により導入された。立退料支払からの解放、悪質入居者などへの対策を通じた市場の活性化が導入の目的とされたが、反対論があり、衆議院でも何人もの議員が請願の取り次ぎを行ったといった状態である。この時点で、定期借家は、世界各国で広く導入され、定着していたという。この導入前の同法には、更新がなく書面によりその旨規定しなければならない「賃貸人の不在期間の建物賃貸借」があり、定期建物賃貸借に替わられた（詳細はb:借地借家法第38条）。

### 一時金
定期借家権における一時金については、賃料担保目的の敷金は普通借家権と違いはないが、立退料など不確実性への担保でもある礼金にはなじみにくいといわれる。
加えて、契約終了時に引っ越しをする手間と費用がかかるため、理論上はその分だけ家賃が減額される。

### 不動産証券化との関連
不動産証券化においては、対象不動産の投資適格性の観点から、賃料収入の確保と賃貸借期間の明確化が重要で、定期借家権は絶対条件と言われる。

### 事前の説明
借地借家法第38条第2項により、建物の賃貸人は、あらかじめ、建物の賃借人に対し、同項の規定による建物の賃貸借は契約の更新がなく、期間の満了により当該建物の賃貸借は終了することについて、その旨を記載した書面を交付して説明しなければならず、説明をしなかったときは、契約の更新がないこととする旨の定めは無効となり、通常の建物賃貸借となる。 
この説明については、宅地建物取引業者の媒介による賃貸借契約締結に際しても、宅地建物取引業法第35条に基づく借主への重要事項説明とは別個のものと位置づけられており、「二重説明」の問題が、規制緩和への逆行であることはもとより、定期借家普及の支障とも指摘されている。

### 終了の通知
借地借家法第38条第4項においては、賃貸借期間が1年以上である場合には、建物の賃貸人は、期間の満了の1年前から6か月前までの間（「通知期間」）に建物の賃借人に対し期間の満了により建物の賃貸借が終了する旨の通知をしなければ、その終了を建物の賃借人に対抗することができない。ただし、建物の賃貸人が通知期間の経過後建物の賃借人に対しその旨の通知をした場合においては、その通知の日から6月を経過した後は、終了の対抗が可能となる。

### 中途解約の申し入れ
定期借家権は、借家権と賃料（家賃）収入期間の保護が目的であり、賃貸人、借賃人とも中途解約は原則として認められないが、借地借家法では、居住用建物で床面積200平方メートル未満のものの場合、賃借人がやむを得ない事情で自己の生活の本拠としての使用が困難になったときは、賃借人から1か月の予告期間で解約申入ができる（第38条第5項）。これは、賃貸人から見ると中途解約のリスクであり、定期借家普及の支障とも指摘されている。借りている側の都合による中途解約を認める特約を付けることも可能。